# Annemarie Heise
Annemarie Heise (Bad Salzelmen, 31 de maio de 1886 - Schönebeck, 24 de março de 1937) foi uma pintora e artista gráfica alemã. Ela era irmã da artista Katharina Heise.

## Biografia
Heise era filha de um rico fazendeiro. Ela se formou na escola secundária para meninas em Schönebeck e foi educada por mais um ano pelos Herrnhuters em Gnadau. Em Magdeburg ela recebeu duas aulas de pintura por semana, mas depois foi para Dresden, para a escola particular de arte do professor Ferdinand Dorsch.
Ela ficou profundamente impressionada com os numerosos museus e exposições da cidade real saxônica. Em Dresden conheceu os pintores Brücke e outros artistas de vanguarda. Ela terminou a escola de artes em 1913 porque não conseguia mais aprender nada no estúdio de Dorsch. Jovens artistas, incluindo Conrad Felixmüller, conheceram-se em seu estúdio.